# أنتونيو ميولا
أنتونيو ميولا (بالإيطالية: Antonio Meola)‏ (8 مايو 1990 بنابولي في إيطاليا - ) هو لاعب كرة قدم إيطالي في مركز الدفاع. لعب مع نادي كروتوني ونادي لوكيزي ونادي ليفورنو وFC Matera ‏ ونادي لوميتساني وPaganese Calcio 1926 ‏.

## روابط خارجية
- أنتونيو ميولا على موقع قاعدة بيانات كرة القدم.إي يو (الإنجليزية)
- أنتونيو ميولا على موقع Soccerway.com (الإنجليزية)
- أنتونيو ميولا على موقع AS.com (الإسبانية)